# Gluma

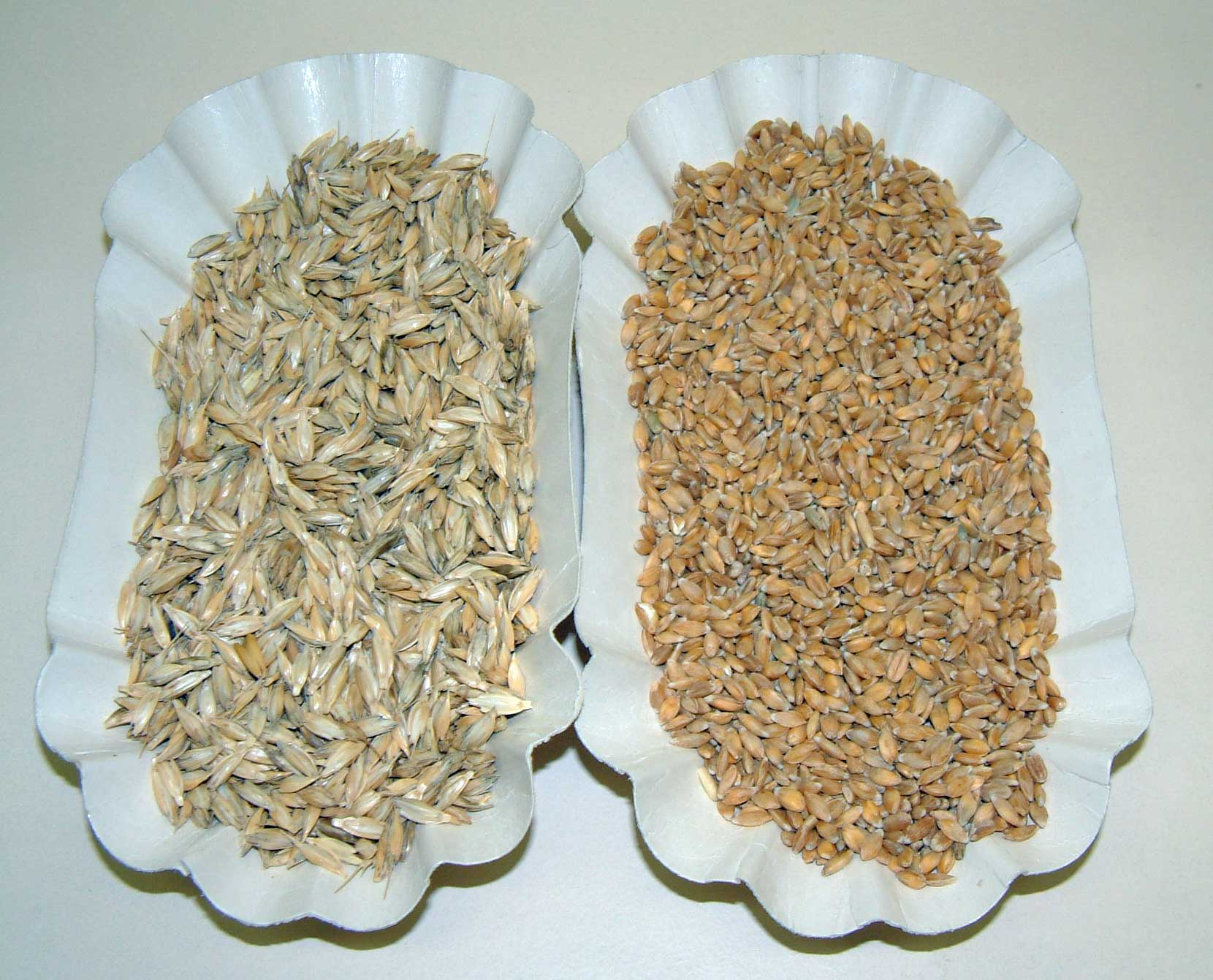
Sementes de Triticum monococcum com glumas (esquerda) e sem glumas (direita).

Gluma (também designado por glumo ou pragana) é o termo utilizado em botânica para designar a bainha estéril, externa, basal e membranosa presente nas sementes das plantas pertencentes às famílias das gramíneas e das ciperáceas. A gluma corresponde a cada uma das pequenas membranas escariosas (hipsófilos estéreis) que que de forma semelhante a brácteas rodeiam as espiguetas das gramíneas.
A bráctea que protege a flor das inflorescências das poáceas é designada por glumela. A inflorescência das ciperáceas e gramíneas é constituída por 2 (menos vezes, 1 ou 3) brácteas estéreis (glumas) na base, um eixo (ráquila) com número variável de nós inserindo-se uma flor em cada um; as flores são rodeadas geralmente por 2 brácteas (glumela inferior = lema e glumela superior = pálea).